# Wienerbäckenet

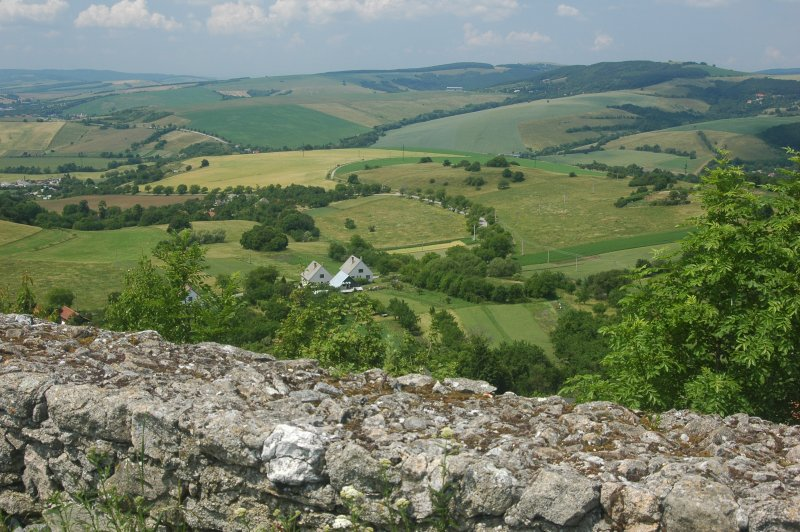
Landskap i Wienerbäckenet

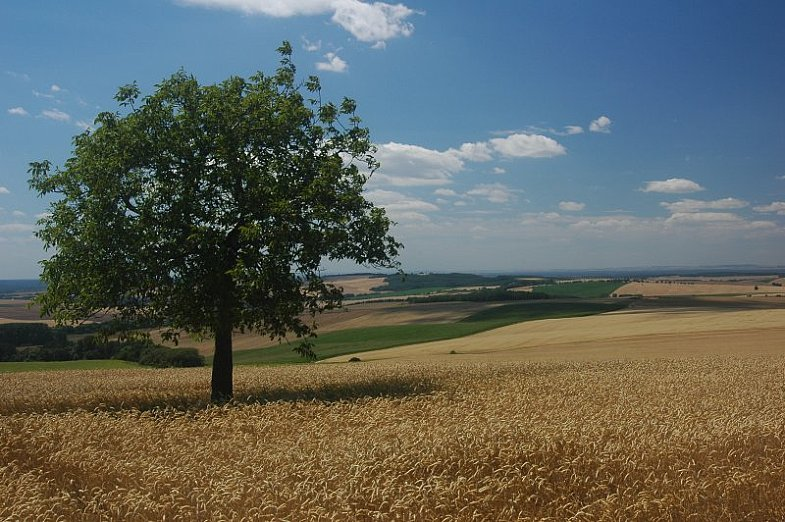
Chvojnica

Wienerbäckenet är ett slättlandskap mellan Alperna och Karpaterna som sträcker sig ca 200 km från Gloggnitz i söder mot Mähren i norr. Dess största bredd är ca 55 km.
Det bildades under yngre tertiär som ett sänkningsområde, en sedimentationsbassäng, som efter hand fylldes av havet med upp till 5 500 m tjocka sedimentavlagringar. Årliga, mest svaga, jordskalv och varma termalkällor vid sprickkanterna är tecken på att den geologiska processen fortsätter än idag. 
Wienerbäckenet är ett av de mest tättbefolkade områdena i Österrike och har stor ekonomisk betydelse. I sedimentavlagringarna finns olja och gas som bidragit till uppkomsten av olje- och kemiindustrin. Wien och dess omgivning är ett av de viktigaste industriområdena i Österrike. I den södra och östliga delen av Wienerbäckenet dominerar jord- och skogsbruk med intensiv trädgårds-, frukt- och vinodling. Vid termalkällorna ligger också talrika bad- och kurorter, t.ex. Baden, Bad Vöslau, Oberlaa, Bad Fischau, Bad Deutsch-Altenburg och Bad Sauerbrunn.